# Tartesa astarte
Tartesa astarte is een vlinder uit de familie van de Lycaenidae. De wetenschappelijke naam van de soort is voor het eerst gepubliceerd in 1882 door Arthur Gardiner Butler.

## Verspreiding
De soort komt voor in Papoea-Nieuw-Guinea (Bismarckarchipel) en de Solomonseilanden.

## Ondersoorten
- Tartesa astarte astarte (Butler, 1882)
  - = Nacaduba astarte (Butler, 1882)
- Tartesa astarte albescens (Tite, 1963)
  - = Nacaduba astarte albescens Tite, 1963
- Tartesa astarte nissani (Tite, 1963)
  - = Nacaduba astarte nissani Tite, 1963
- Tartesa astarte plumbata (Druce, 1891)
  - = Nacaduba plumbata Druce, 1891
- Tartesa astarte narovona (Grose-Smith, 1897)
  - = Nacaduba narovona Grose-Smith, 1897